# Guerra dos Mercenários
A Guerra dos Mercenários, também conhecida como Guerra Sem Trégua, foi um motim das tropas que tinham sido empregadas por Cartago durante os últimos anos da Primeira Guerra Púnica, contando com o apoio de levantes em vários assentamentos africanos contra o controle cartaginês. Ela começou em 241 a.C. e durou até o final de 238 ou início de 237 a.C., terminando com Cartago conseguindo subjugar tanto o motim quanto a revolta dos assentamentos.
A guerra começou com uma disputa sobre os pagamentos de salários devidos a mais de vinte mil soldados estrangeiros que tinham lutado por Cartago na Sicília. Um acordo tinha aparentemente sido alcançado, porém o exército estourou em um motim em ampla escala sob a liderança de Espêndio e Matão. Setenta mil africanos dos oprimidos territórios cartagineses juntaram-se a eles, proporcionando-lhes suprimentos e dinheiro. Cartago, cansada da guerra, teve um desempenhou ruim nos primeiros confrontos da guerra, especialmente sob o comando de Hanão. Amílcar Barca, um veterano das campanhas da Sicília, recebeu o comando conjunto do exército em 240 a.C. e no ano seguinte foi nomeado o comandante supremo. Suas campanhas foram bem-sucedidas, inicialmente demonstrando leniência em uma tentativa de conquistar os rebeldes. Espêndio e Autarito, a fim de impedir isso, torturam setecentos prisioneiros cartagineses até a morte, com a guerra depois disso sendo conduzida com uma maior brutalidade por ambos os lados.
Os rebeldes foram derrotados depois de vários reveses e suas cidades voltaram a ficar sob controle cartaginese. Uma expedição foi preparada para reocupar a Sardenha, onde os soldados amotinados tinham matado todos os cartagineses. Entretanto, Roma declarou que isso seria considerado um ato de guerra e ocupou tanto a Sardenha quanto a Córsega, em contravenção contra o recente tratado de paz, com os cartagineses desistindo da ideia. Isto foi considerado como a principal causa para uma guerra entre os dois começando novamente em 218 a.C. na Segunda Guerra Púnica.

## Fontes primárias

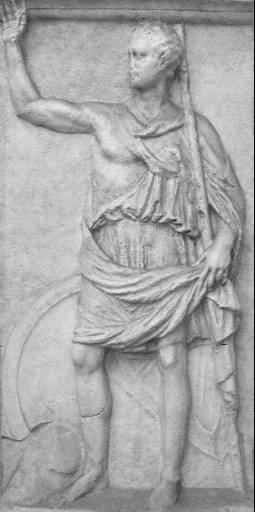
Estela de Políbio, historiador grego

## Antecedentes

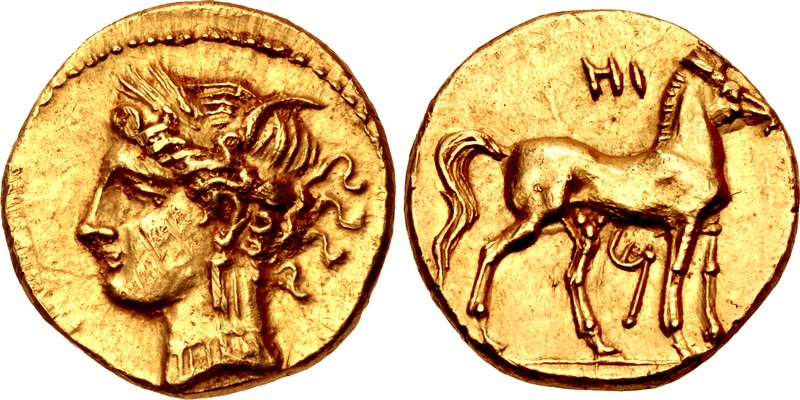
Meio-xéquel de Cartago. É provavelmente a moeda mencionada por Políbio, que conta que os mercenários de Amílcar receberam uma moeda de ouro como primeiro pagamento quando voltaram da Sicília em.

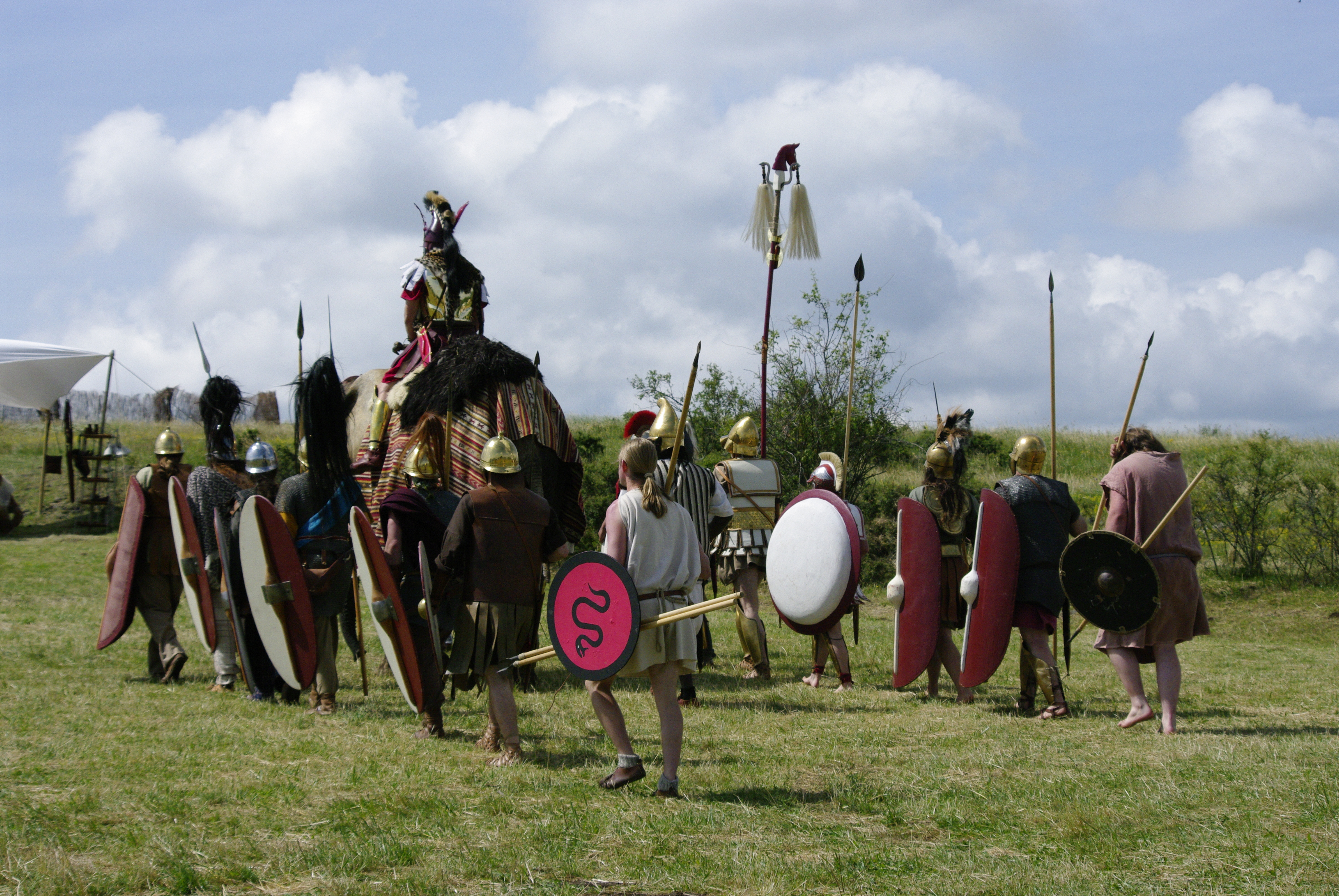
Recriações modernas de soldados cartagineses e um elefante de guerra em 2012 em uma reencenação em Arverniales

### Hanão

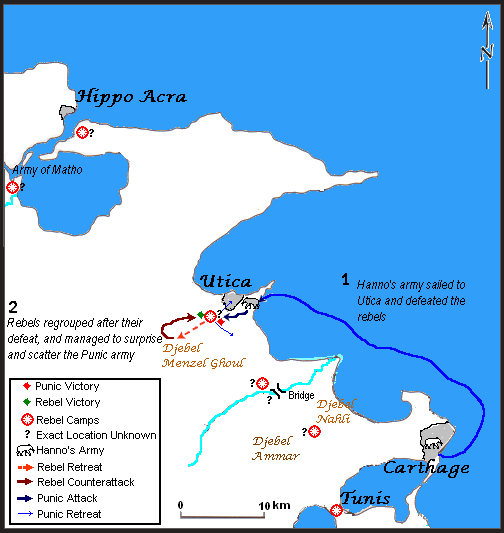
A Batalha de Útica

### Amílcar

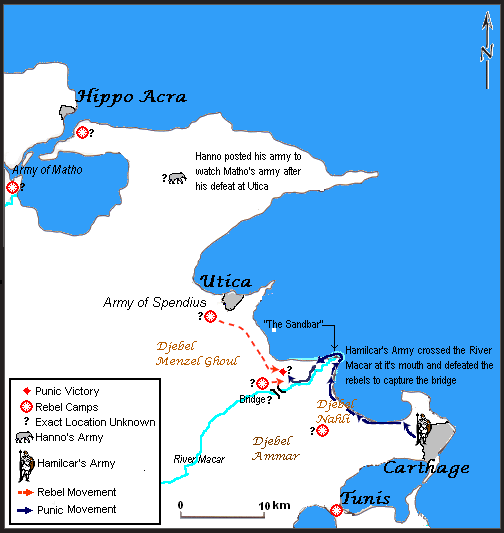
A Batalha do Rio Bagradas

### Guerra Sem Trégua

Principais manobras durante a guerra

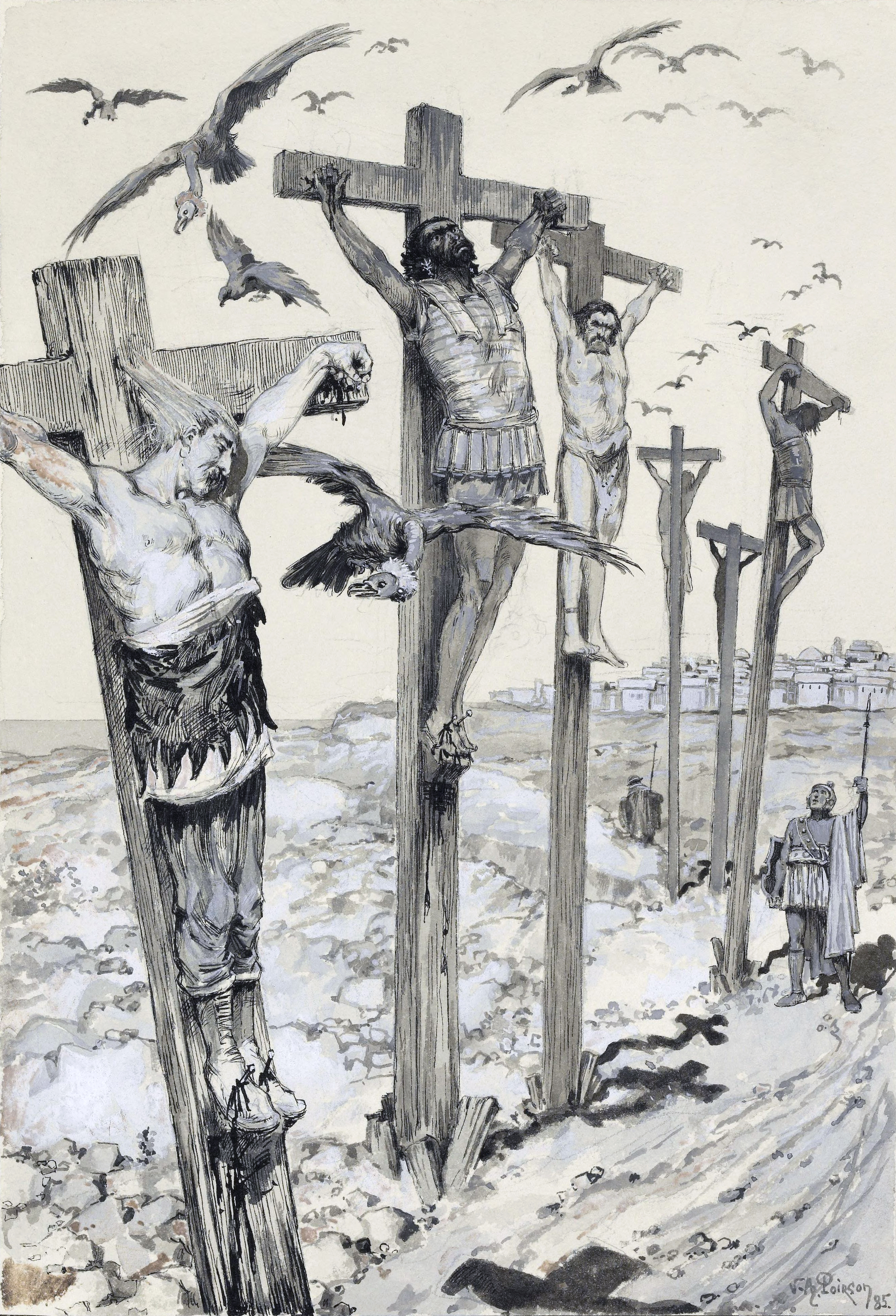
Ilustração de Victor-Armand Poirson da crucificação de Espêndio